# Cosmic Chasm
Cosmic Chasm es un juego de vectores de 1983 creado originalmente por GCE para el sistema doméstico Vectrex. Se lanzó primero en un sistema doméstico antes que en arcade debido a la inminente bancarrota de Cinematronics, siendo su último lanzamiento de un juego vectorial en color. 

## Jugabilidad
El jugador controla una nave espacial armada con láseres y escudos en una misión para destruir la estación espacial Cosmic Chasm desde adentro hacia afuera. Cada sala de la estación espacial tiene naves protectoras que atacan al jugador directamente y un centro que se expande lentamente, lo que obliga al jugador a no quedarse en la sala demasiado tiempo después de derrotar a las naves protectoras. El jugador debe disparar los campos de fuerza que protegen las salidas para atravesar los pasillos que conducen a otras habitaciones. Cada salida corresponde a una dirección diferente en el mapa, por lo que elegir la ruta más corta es la clave. El objetivo es luchar hasta llegar a la sala del reactor de la estación, destruirlo y salir de la estación antes de ser envuelto en la destrucción de la estación. Tocar las paredes de las habitaciones es tan fatal como tocar una nave protectora o el centro en expansión. La pantalla tiene una parte del mapa en la parte superior para que el jugador pueda realizar un seguimiento de la habitación de la estación en la que se encuentra, así como planificar su escape fuera de la estación. El juego en casa es básicamente el mismo en el juego pero tiene algunas diferencias notables con respecto a la versión arcade. 

## Diferencias de la versión de Vectrex
En la versión Vectrex, el jugador controla un vehículo de perforación que no solo tiene láseres y escudos, sino también una punta de perforación que debe utilizarse para penetrar y anular los campos de fuerza que bloquean las salidas. Las habitaciones aún tienen las naves protectoras, los núcleos centrales en expansión y en la única habitación; un reactor. La versión de Vectrex también tiene un mapa, pero no se muestra de forma permanente en la parte superior de la pantalla como la versión de arcade. Es una pantalla separada que aparece antes de que comience cada ronda de juego o cuando el jugador sale de una habitación. Además, para destruir el reactor, uno debe retroceder su vehículo cerca del reactor y lanzar una bomba que explotará después de un período de tiempo preestablecido, lo que le permitirá escapar. Finalmente, dado que se trata de un juego de Vectrex, solo presenta una pantalla vectorial monocromática. 